# Grepolis
Grepolis (kort: Grepo) is het derde spel dat InnoGames heeft ontwikkeld. De eerste wereld ging officieel op 8 augustus 2010 na een openbare BETA-fase van start. In dit strategiespel nemen spelers de rol aan van heerser over een kleine polis in de klassieke oudheid. Verschillende goden helpen de spelers eerst om de heerschappij over hun eigen eiland te krijgen om later in het spel andere eilanden te veroveren. Er zijn wereldwijd ongeveer drie miljoen spelers op diverse werelden in meerdere taalversies. Het spel kent overeenkomsten met het spel Tribal Wars dat ook door InnoGames werd ontwikkeld.

## Spel
Het doel van het spel is, naast het smeden van allianties met bondgenoten, om oorlog te voeren met andere spelers. Op de ranglijsten van de afzonderlijke virtuele spelwerelden staan de spelers ter vergelijking onder elkaar.
Iedere speler begint met een paar andere spelers op een klein eiland en bouwt daar een kleine stad die hij daarna moet uitbreiden. Door het uitbreiden van de polis naar een stad worden nieuwe gebouwen en eenheden vrijgespeeld, die de speler kan inzetten in de strijd tegen zijn buren. Later in het spel kan de speler zijn heerschappij uitbreiden door andere steden te veroveren. Door de bouw van een tempel kan tijdens de oorlog de hulp van de goden worden ingeroepen. Er zijn zes goden waaruit de speler kan kiezen en zij hebben ieder verschillende voordelen in de strijd tegen andere spelers. De goden zijn: Zeus, Athene, Hera en Poseidon. Met spelversie 2.0 werd Hades als nieuwe god ingevoerd. In de heldenwereld is Artemis de zesde god die je kunt vereren.
Spelers kunnen zich verenigen in allianties om zich te beschermen tegen vijandelijke aanvallen van andere spelers, elkaar te ondersteunen met grondstoffen en troepen en om de samenwerking en interactie met andere spelers te bevorderen. Er kunnen bondgenootschappen, oorlogsverklaringen en NAPs (Niet-aanvalspacten) met andere allianties worden gesloten.

### Allianties
Tijdens het spel kunnen spelers zich verenigen in allianties waarin zij elkaar verdedigen of gezamenlijke aanvallen plannen. De alliantie communiceert via het alliantieforum. Binnen de alliantie krijgt men al dan niet een bepaalde functie, de functies worden bepaald door de oprichter van de alliantie.
Allianties kunnen zich dan weer op hun beurt verenigen in bondgenootschappen met andere allianties.

### Steden en gebouwen
Grepolis draait om het uitbouwen van de steden. De steden worden uitgebouwd door de levels van de gebouwen die erin staan te verhogen. Om deze te verhogen heeft de speler grondstoffen (hout, steen, zilverstukken) nodig.
Dit zijn alle (mogelijke) gebouwen en de functie die zij hebben:
- Senaat – opdracht geven tot uitbouwen van gebouwen
- Houthakkerskamp – productie van hout (grondstof)
- Boerderij – verhoogt het aantal toegestane inwoners
- Steengroeve – productie van steen (grondstof)
- Pakhuis – opslag van de grondstoffen
- Zilvermijn – productie van zilver (grondstof)
- Kazerne – trainen van (land)gevechtseenheden
- Stadsmuur – verdediging van de stad
- Grot – spionage
- Haven – bouwen van schepen
- Academie – onderzoek verrichten; op deze manier kan men nieuwe technologie gebruiken en nieuwe eenheden trainen
- Tempel – aanbidden van een god voor een gunst
- Marktplaats – handel van grondstoffen met andere spelers

De volgende gebouwen worden niet standaard gebouwd; hieruit heeft ieder een keuze indien aan bepaalde voorwaarden voldaan wordt:
- Theater – hiermee kun je theatervoorstellingen houden
- Toren – verhoogt de verdedigingskracht met 10%
- Handelskantoor – verhoogt de handelscapaciteit van 500 naar 750
- Vuurtoren – verhoogt de snelheid van de vloot met 10%
- Orakel – vijandelijke spionnen ontmaskeren
- Badhuis - verhoogt het bevolkingsaantal met 10%
- Godenbeeld – verhoogt de gunsten
- Bibliotheek – zorgt voor 12 extra onderzoekspunten voor de academie van de speler

## Troepen
- Zwaardvechters - De zwaardvechter is de basiseenheid van de stad: ze zijn slecht in aanvallen maar bijzonder goed in verdedigen, ze hebben een zwaard en schild.
- Slingeraars - De slingeraars zijn een goed aanvalseenheid en slecht in verdediging, hun wapens zijn een slinger met een steen.
- Boogschutters - De boogschutters zijn goede verdedigers en zijn slechte aanvallers, ze kunnen veel oorlogsbuit dragen.
- Hopliet - De hoplieten zijn zowel defensief als offensief bruikbaar maar ze zijn traag, ze zijn heel sterk met speer en schild.
- Ruiters - De ruiter is een van de beste aanvallers, ze zijn snel en sterk, ze vechten vanaf een paard met een zwaard.
- Strijdwagens - De strijdwagens zijn de beste aanvalseenheden en ook goede verdedigers.
- Katapulten - De katapulten zijn aanvallende eenheden die de stadsmuren verzwakken.
- Godsgezanten - De Godsgezanten zijn halfgoden die door de goden gekozen zijn als held. Ze zijn zeer goede aanvallers en verdedigers. Het bijzondere van deze eenheid is dat ze geen grondstoffen kosten, maar alleen gunsten. Je kan ze bouwen bij elke god.

### Versies
Op de spelwerelden worden steeds nieuwe versies gespeeld. In versie 1.99 werden twee belangrijke functies ingevoerd, namelijk het wereldwonder en de heldenwereld, maar deze zijn alleen beschikbaar op de nieuwe werelden die daarna zijn gestart.

## Schepen
- Transportschip - Schip om je troepen te verplaatsen naar een andere stad.
- Snel Transportschip - Hetzelfde als een transportschip kan alleen minder troepen meenemen en is sneller.
- Biremen - Goede schepen om je haven te verdedigen, slecht in de aanval.
- Vuurschepen - Goede aanvalsschepen, slecht in de verdediging.
- Branders - Verdedigende schepen kunnen gebruikt worden als val of als laatste verdedigings-linie op zee, kan niet aanvallen.
- Triremen - Zowel defensief als offensief bruikbare schepen.
- Kolonisatieschip - Nodig om nieuwe steden te stichten en of te veroveren.

## Grepolis 2.0
Versie 2.0 ging in maart 2011 van start met twee nieuwe werelden: Omikron (21 maart 2011) en Pi (22 maart 2011).
Naast Hades als nieuwe god werden de zogenaamde heldenwereld, de Fenicische handelaar (die grondstoffen en troepen aanbiedt in ruil voor zilver) en de wereldwonderen ingevoerd. Zodra een alliantie vier wereldwonderen volledig heeft uitgebreid, is de wereld voltooid. Daarnaast werd de grafische vormgeving sterk verbeterd.

## Verschillen metTribal Warsen verdere details
Eigenlijk is Grepolis het nieuwe Tribal Wars. Grepolis heeft een verbeterde grafische vormgeving en nieuwe systemen. Wat bij Tribal Wars een stam is, is bij Grepolis nu een alliantie die echter dezelfde functie heeft. Grafisch gezien is Grepolis verbeterd en ook het menu bevat meer animaties dan bij Tribal Wars. Bovendien zijn er bij Grepolis nu goden en bijvoorbeeld een haven, die later in het spel heel belangrijk wordt bij het veroveren of ondersteunen van andere steden of dorpen. Er bestaan ook zogenaamde boerendorpen waar de spelers bijvoorbeeld grondstoffen buit kunnen maken ("farmen" bij Tribal Wars). De gebouwen die de spelers kunnen bouwen zijn: senaat (hoofdgebouw), houthakkerskamp, steengroeve, zilvermijn, boerderij, pakhuis, academie, kazerne, agora, tempel, haven, grot en de marktplaats. De speciale gebouwen in de eerste groep zijn: theater, badhuis, bibliotheek en de vuurtoren. De speciale gebouwen in de tweede groep zijn: toren, goddelijk standbeeld, orakel en het handelskantoor. Van iedere groep speciale gebouwen kan er steeds maar één gebouw worden gebouwd (dat wil zeggen dat er in totaal steeds twee speciale gebouwen gebouwd kunnen worden). Nieuw zijn vooral de mythische eenheden (2 per god beschikbaar) en schepen (waaronder aanvalsschepen, transportschepen en het kolonisatieschip).
De spelers hebben het kolonisatieschip nodig om een stad te veroveren of een vrij land te koloniseren (bij Tribal Wars heet dit "veroveren").

## Taalversies
Naast de Nederlandse versie zijn er nog 22 taalversies van dit spel. Naast de Duitse taalversie zijn de Engelse, Poolse en Franse taalversies met de meeste virtuele werelden vertegenwoordigd.
| Brazilië (50 werelden)                    | Tsjechië (21 werelden; 1 heldenwereld)  | Denemarken (8 werelden; 1 heldenwereld) | Duitsland (96 werelden; 1 heldenwereld) | Internationaal (Engels) (109 werelden; 1 heldenwereld) | Frankrijk (33 werelden; 1 heldenwereld)              |
| Griekenland (12 werelden; 1 heldenwereld) | Hongarije (12 werelden; 1 heldenwereld) | Italië (16 werelden; 1 heldenwereld)    | Japan (5 werelden)                      | Korea (6 werelden)                                     | Nederland / Vlaanderen (62 werelden; 1 heldenwereld) |
| Noorwegen (7 werelden)                    | Polen (21 werelden; 1 heldenwereld)     | Portugal (15 werelden; 1 heldenwereld)  | Roemenië (15 werelden; 1 heldenwereld)  | Rusland (10 werelden; 1 heldenwereld)                  | Zweden (8 werelden; 1 heldenwereld)                  |
| Slowakije (8 werelden; 1 heldenwereld)    | Spanje (21 werelden; 1 heldenwereld)    | Thailand (1 wereld)                     | Turkije (1 wereld)                      | Finland (3 werelden)                                   | Chile (17 werelden)                                  |

## Financiering
Er wordt niet veel reclame gemaakt in Grepolis. Daarom wordt het spel gefinancierd door de zogenaamde premiumfuncties die in het spel voor geld gekocht kunnen worden. Met het gekochte goud kan bijvoorbeeld een "bestuurder" worden gekocht, die de spelers veel nieuwe overzichten biedt (bijvoorbeeld gebouwenoverzicht of eenhedenoverzicht). Naast de "bestuurder" kan de speler zijn goud nog investeren in een hogepriesteres, een commandant of een kapitein. Hierdoor krijgt de speler verschillende voordelen, zoals een snellere looptijd voor troepen en de handelaar, een betere gunst bij de goden of een stijging van de gevechtskracht van de marine-eenheden.
Bovendien kunnen spelers voor 50 goud het feest Olympische Spelen vieren, wat normaal gesproken 7 uur duurt.
Tijdens de testfase kwam er kritiek op het premiumsysteem, omdat de community van mening was dat de premiumelementen te veel invloed hadden op het spelverloop. Zo hebben spelers bijvoorbeeld de mogelijkheid om voor 20 goud de bouwtijd van een gebouw of de aankomsttijd van de Fenicische handelaar te halveren.

## Nominaties
Grepolis werd nog  tijdens de testfase genomineerd in de categorie "beste strategiespel" en "beste Duitse browserspel 2009" van de Duitse ontwikkelaarsprijs.
Grepolis werd in 2011 genomineerd voor de European Games Award in de categorie "Beste browsergame".